# Rico J. Puno
Enrico Puno y de Jesús, conocido artísticamente como Rico J. Puno (Manila, 13 de febrero de 1953-Bonifacio Global City, Taguig; 30 de octubre de 2018), fue un cantante y compositor filipino, considerado como el pionero-promotor de la música original de Filipinas. También era un humorista dentro de este espectáculo.

## Biografía
Entre sus composiciones de la industria musical original, Puno es uno de los más activos constantemente desde que se inició, a partir de 1975. La duración de su carrera como cantante se extiende por tres décadas. Él se ha convertido en uno de los más favoritos de su país aparte, apoyado por la empresa filipina de Corporation (PAGCOR). Sus actuaciones incluyen giras muy importantes como en los Estados Unidos, Canadá, Dubái, Hong Kong, Japón, Australia y varios países de Europa. Desde 2001, en la serie de Greatest Hits, en Manila, la organización de una serie de conciertos en vivo contribuyó a mantener la popularidad de Puno. Además, compartió los escenarios con artistas como Hajji Alejandro, Rey Valera, Nonoy Zúñiga y Marco Sison. Durante las actuaciones de Puno, sumaron en el escenario a su hija mayor, Tosca.

## Colaboraciones de Rico J. Puno
- Ultraelectromagneticjam (Sony BMG Music Philippines, 2005) Ultraelectromagneticjam (Sony BMG Music Filipinas, 2005)
- Pinoy Sound Trip Vol. Pinoy sonido Viaje vol. 1 (Vicor Music Corp., 2008) 1 (Vicor Music Corp., 2008)
- Pinoy Sound Trip Vol. Pinoy sonido Viaje vol. 2 (Vicor Music Corp., 2008) 2 (Vicor Music Corp., 2008)